# Observationes mycologicae (книга Фриса)
Observationes mycologicae («Микологические наблюдения») — работа в двух томах, написанная шведским микологом Элиасом Магнусом Фрисом (1794—1878).
Стандартное обозначение названия книги при использовании в номенклатурных цитатах — Observ. Mycol.

## Общая информация
Полное название работы — Observationes mycologicae praecipue ad illustandam Floram Suecicam.
Первый том работы, Pars prima, был издан в 1815 году в Копенгагене. В него входило 230 страниц и 4 цветные гравюры на меди. Второй том «Наблюдений», Pars secunda, с 376 страницами и ещё 4 гравюрами, был издан в том же городе через три года, в 1818 году. Уже после издания в него были внесены некоторые исправления, из-за чего имеются некоторые, довольно значительные, различия между копиями второго тома.
В 1824 году книга Observationes mycologicae была издана заново. Однако в новом издании изменился лишь титульный лист, даже опечатки не были исправлены. Кроме того, второй том был издан в первоначальном виде 1818 года, без внесённых впоследствии исправлений.
Названия грибов, опубликованные в работе Observationes, согласно статье 13 Международного кодекса ботанической номенклатуры, не имеют приоритета над более поздними названиями, опубликованные в книге Systema mycologicum.